# Saint-Utin
Saint-Utin és un municipi francès, situat al departament del Marne i a la regió del Gran Est. L'any 2007 tenia 76 habitants.

## Demografia

### Població
El 2007 la població de fet de Saint-Utin era de 76 persones. Hi havia 36 famílies, de les quals 12 eren unipersonals (8 homes vivint sols i 4 dones vivint soles), 16 parelles sense fills i 8 parelles amb fills.
La població ha evolucionat segons el següent gràfic:
Habitants censats

### Habitatges
El 2007 hi havia 43 habitatges, 37 eren l'habitatge principal de la família, 1 era una segona residència i 5 estaven desocupats. 42 eren cases i 1 era un apartament. Dels 37 habitatges principals, 34 estaven ocupats pels seus propietaris i 3 estaven llogats i ocupats pels llogaters; 1 tenia dues cambres, 1 en tenia tres, 6 en tenien quatre i 29 en tenien cinc o més. 37 habitatges disposaven pel capbaix d'una plaça de pàrquing. A 13 habitatges hi havia un automòbil i a 20 n'hi havia dos o més.

### Piràmide de població
La piràmide de població per edats i sexe el 2009 era:
| Homes | Edats   | Dones |
| ----- | ------- | ----- |
| 0     | 95 o +  | 0     |
| 0     | 90 a 94 | 0     |
| 0     | 85 a 89 | 4     |
| 0     | 80 a 84 | 0     |
| 0     | 75 a 79 | 0     |
| 4     | 70 a 74 | 0     |
| 4     | 65 a 69 | 4     |
| 8     | 60 a 64 | 8     |
| 4     | 55 a 59 | 4     |
| 0     | 50 a 54 | 8     |
| 0     | 45 a 49 | 0     |
| 4     | 40 a 44 | 0     |
| 8     | 35 a 39 | 4     |
| 0     | 30 a 34 | 4     |
| 0     | 25 a 29 | 0     |
| 0     | 20 a 24 | 0     |
| 0     | 15 a 19 | 0     |
| 8     | 10 a 14 | 0     |
| 0     | 5 a 9   | 0     |
| 4     | 0 a 4   | 0     |

## Economia
El 2007 la població en edat de treballar era de 41 persones, 26 eren actives i 15 eren inactives. De les 26 persones actives 23 estaven ocupades (13 homes i 10 dones) i 3 estaven aturades (2 homes i 1 dona). De les 15 persones inactives 5 estaven jubilades, 3 estaven estudiant i 7 estaven classificades com a «altres inactius».
Activitats econòmiques
L'any 2000 a Saint-Utin hi havia 14 explotacions agrícoles que ocupaven un total de 704 hectàrees.

## Poblacions més properes
El següent diagrama mostra les poblacions més properes.